# Niphotragulus occidentalis
Niphotragulus occidentalis là một loài bọ cánh cứng trong họ Cerambycidae.